# Den onda ängeln
Den onda ängeln är en amerikansk dramafilm från 1946 i regi av Edgar G. Ulmer. Den är en filmatisering av Ben Ames Williams roman The Strange Woman från 1941. Filmen har numera övergått i public domain då de ursprungliga ägarna inte förnyade upphovsrätten.

## Handling
Filmen utspelar sig på 1820- och 1830-talet i den amerikanska delstaten Maine. Den vackra och manipulativa Jenny Hager gifter sig med en förmögen, betydligt äldre affärsman, men hon förför hans son och förmannen på hans företag.

## Rollista
- Hedy Lamarr – Jenny Hager
- George Sanders – John Evered
- Louis Hayward – Ephraim Poster
- Gene Lockhart – Isaiah Poster
- Hillary Brooke – Meg Saladine
- Rhys Williams – Adams
- June Storey – Lena
- Moroni Olsen – Reverend Thatcher
- Olive Blakeney – Mrs. Hollis
- Kathleen Lockhart – Mrs. Partridge
- Alan Napier – Henry Saladine, domare
- Dennis Hoey – Tim Hager